# 向象賢
向象賢（琉球語：／  ?；1617年—1676年）即羽地按司朝秀（琉球語：／ ）、羽地王子朝秀（琉球語：／ ），琉球國政治家。字文英，號通外。他是琉球第二尚氏的王族，原姓「吳」（琉球語：〔〕／ ），名乘「重家」。直到他死後的1691年，琉球王府將王族的分支統一改姓為「向」，名乘改為「朝」字輩，象賢的名乘才被改為「朝秀」。初為按司，後陞王子。1666年至1673年任琉球國攝政。親薩派人物，是「日琉同祖論」的提出者。

## 生平
1617年出生於琉球王族羽地御殿。根據伊波普猷和真境名安興共著的《琉球五偉人》一書的說法，向象賢自幼就有非凡的才能，得到王子尚亨（具志川王子朝盈）的讚賞，試圖將其培養為自己的繼任者。1640年繼任羽地御殿家督，領有羽地間切之地。後赴薩摩藩留學。1650年奉命修撰《中山世鑑》，這是琉球歷史上最古老的一部史書。1658年，以年頭使的身份前往薩摩，同年歸國。
1664年，慶賀康熙帝即位的進貢船在福州遇風擱淺，賞賜物品被盜。1666年，薩摩藩藩主島津光久得知此事，十分憤怒，脅迫攝政尚亨辭職，以向象賢代之；並將進貢的王舅向國用（北谷親方朝暢，時任法司）、英常春（惠祖親方重孝）投入獄中。次年，薩摩藩將向國用、英常春二人處決，引起琉球政壇的混亂，史稱「北谷惠祖事件」。為了鞏固在琉球的統治，薩摩使親薩的毛國棟（具志頭親方安統）續任法司，並支持向象賢進行一系列的改革。此後，向象賢奉行「財政再建，政教分離」的政策，對琉球進行改革。他廢止了國王對久高島的祭祀和巡禮，銷弱了琉球傳統信仰的影響。同時他要求琉球官員們都要學習茶道、花道等日本諸藝。他的改革在一定程度上打擊了宗教勢力，增加了財政收入，但對杣山和田地過度的開發也為後來琉球的資源短缺埋下了伏筆。
1673年辭官退隱，兩年後死去。他被以國葬級的禮儀下葬，尚貞王親自出席了他的葬禮。

## 後世對向象賢的評價
沖繩民俗學家伊波普猷認為向象賢的改革使琉球得以復興，因此積極的評價此次改革，並將向象賢當作琉球的偉人看待。但是中華民國歷史學家陶元珍認為向象賢在編撰《中山世鑑》中，「偽造出日人源為朝乃舜天王之父親的謬說」、「實極可恨」；其改革最終導致琉球文化被日本逐漸同化，所以向象賢「是個琉奸」。

## 腳註
1. 1 2 3  23頁
2. ↑  .   [2009-08-10]. （原始内容存档于2012-12-18）.
3. ↑  .   [2009-08-10]. （原始内容存档于2012-09-13）.
4. ↑  .   [2009-08-10]. （原始内容存档于2015-09-14）.
5. ↑  ，伊波普猷、真境名安興著。
6. ↑  .   [2014-04-20]. （原始内容存档于2010-07-07）.